# Erimacrus isenbeckii
Erimacrus isenbeckii är en art av kräftdjur som först beskrevs av Brandt 1848. Den ingår i släktet Erimacrus och familjen Cheiragonidae. Inga underarter finns listade i Catalogue of Life.

## Bildgalleri

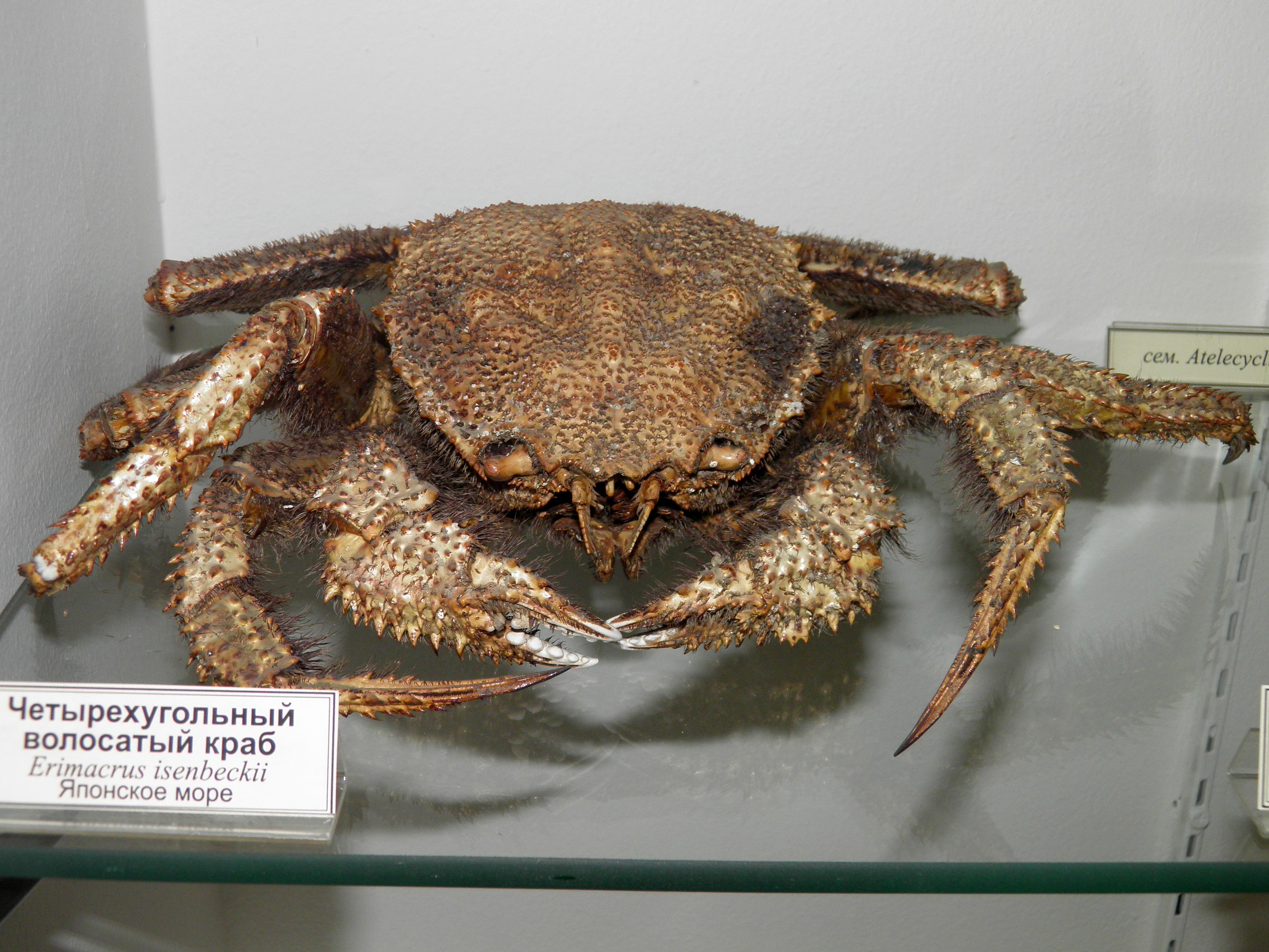
Erimacrus isenbeckii